# 二氧化钼
二氧化钼是+4价钼的氧化物，化学式为MoO2。它是紫色的金属导体。
它在自然界以罕见的秋格瑞诺夫矿的形式存在。

## 制备
二氧化钼可以由下述方法制备：
- 钼在800°C还原三氧化钼：

2 MoO3  +  Mo  →  3 MoO2
- 氢气或氨在470°C下还原三氧化钼。[1]

单晶可通过碘参与的化学转移反应制备。碘和MoO2可逆地结合，产生挥发性的MoO2I2来使转移进行。
氧化钼是“工业氧化钼”的成分之一，它在MoS2的冶炼中产生：
2 MoS2 + 7O2 → 2MoO3 + 4SO2
MoS2 + 6MoO3 → 7MoO2 + 2SO2
2 MoO2 + O2 → 2MoO3

## 用途
MoO2可用作醇类的脱氢的催化剂，也可用作碳氢化合物或生物柴油的重整催化剂。通过还原在石墨上沉积的二氧化钼，可以制得钼纳米线。氧化钼也有潜力用作锂离子电池的阳极材料。